# Batalla de Benevento (212 a. C.)
La batalla de Benevento se libró en 212 a. C. entre el  ejército cartaginés dirigido por  Hannón y el ejército romano, dirigido por el cónsul Quinto Fulvio Flaco. Fue el segundo enfrentamiento que tuvo lugar cerca de la ciudad de Beneventum durante la segunda guerra púnica , que terminó, una vez más, a favor de los romanos.

## Contexto histórico
Después de la  aplastante victoria en Cannas en 216 a. C.,. Aníbal alcanzó los primeros resultados político-estratégicos importantes. Algunos centros comenzaron a abandonar a los romanos,. como Campani, Atellani, Calatini, parte de Apulia, los samnitas, excluyendo a los Pentri, todos los Brucios, los Lucanos, los  Uzentini y casi toda la costa griega, los Tarentini, los de Metaponto, Crotona, Locri y todos los galos cisalpinos, y luego Compsa, junto con los Irpini.. Aníbal, con el grueso del ejército, se dirigió a  Campania donde consiguió, tras una serie de negociaciones, la deserción de Capua, que en aquel momento era todavía, por importancia, la segunda ciudad de la península, después de Roma.

### Casus belli
Tras años de enfrentamientos en el sur de Italia, en el año 212 a. C., mientras Aníbal estaba todavía cerca de Taranto, ambos cónsules, Q. Fulvio Flacco y Appio Claudio Pulcro,. se encontraban en Sannio, con la clara intención de sitiar Capua. Los Campani, mientras tanto, empezaban a sentir hambre porque el ejército romano les había impedido sembrar en los campos cercanos a su ciudad..
Enviaron entonces mensajeros a Aníbal para pedirle que enviara a Capua el trigo necesario desde los lugares más cercanos, antes de que los cónsules llegaran con sus ejércitos a ocupar los campos y los caminos circundantes.. El líder cartaginés ordenó a Aníbal que fuera de Bruzio a Campania con el ejército, proporcionando a los Campani abundantes provisiones de trigo.. Annon, en un intento de evitar los ejércitos consulares, colocó los campamentos a 3000 pasos (4,5 km) de Beneventum, y ordenó que el grano, cosechado durante el verano con las poblaciones aliadas, fuera llevado a su campamento bajo la escolta de sus soldados. Luego informó a los Campani que estuvieran listos para recoger el trigo cosechado, después de haber recogido de todos los campos circundantes toda clase de carros y bestias de carga.Livio escribió:

El hecho es que hubo la habitual indolencia y negligencia por parte de los Campani; poco más de cuatrocientos carros y unos pocos caballos fueron acorralados. Por esta razón fueron amargamente reprochados por Annon, porque ni siquiera el hambre, que inflama a las bestias que no pueden hablar, podía estimular su diligencia, que se fijó otro día para recoger el trigo por medios más apropiados

La noticia llegó a los Beneventanos, que enviaron rápidamente diez mensajeros a los cónsules, acampados en los alrededores de Bovianum. Fue así como el cónsul Fulvio Flacco tuvo la tarea de dirigirse a Campania. La noche siguiente logró entrar en las murallas de Benevento sin el conocimiento de los cartagineses. Entonces se enteró de que Annone se había ido, con una parte del ejército, a recoger grano y que 2000 carros habían venido a recogerlo y traerlo a Capua. Era una multitud desordenada e indefensa de campesinos y esclavos, que había creado bastante confusión en el campo cartaginés.

## La batalla

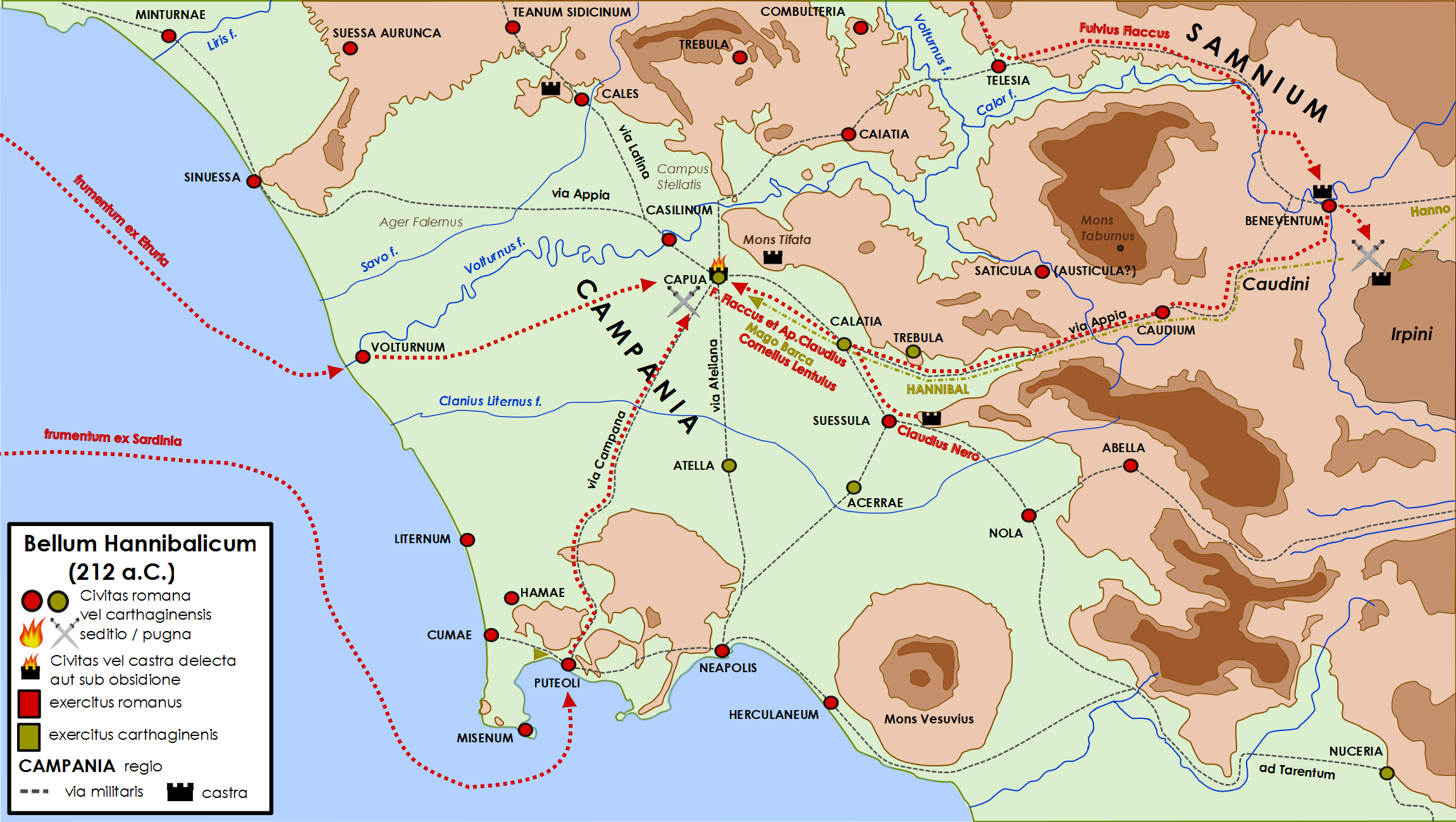
Campaña de Aníbal en Campania en el 212 a. C.

Informado de todo esto, ordenó a las tropas romanas que estuvieran listas la noche siguiente para asaltar el campamento enemigo. Salió en la cuarta víspera (entre las 3 y las 6 de la mañana), dejando todo su equipaje en Benevento (impedimenta) y llegó al campamento de Annone antes del amanecer. La sorpresa de las tropas cartaginesas fue tal que, si el campamento se hubiera colocado en la llanura, habría sido tomado en el primer asalto. Pero estaba bien defendida por la altura del lugar y por las fortificaciones, que no podían ser atacadas en ningún sitio excepto después de una subida muy difícil y difícil. Al amanecer se inició una gran batalla. Los cartagineses defendieron el vallum, y encontrándose en una posición favorable, repelieron a los romanos que intentaron escalarlo.
Presenciando un asalto que parecía desesperado, donde muchos de los romanos ya estaban heridos o muertos, el cónsul, una vez reunidos los legados y tribunos, declaró que era hora de abandonar tan imprudente empresa. Pensó en acercarse al día siguiente al campamento enemigo para evitar que los campistas salieran o que Annon volviera a él, esperando la llegada de su colega para atacar juntos al enemigo. Y mientras se jugaba la retirada, muchos de los soldados se negaron a obedecer al comandante y contraatacaron a los cartagineses.

[...] el más cercano al enemigo era la cohorte de Peligni, cuyo prefecto, Vibio Acceo, agarró el cartel y lo arrojó sobre el vallum del enemigo; maldiciendo a sí mismo y al tribunal si ese cartel no lo protegía del enemigo, fue el primero en arrojarse por encima de la muralla y el foso a los campos del enemigo. 

Gracias a este gesto de heroísmo, también la legión III se lanzó al ataque, siguiendo al centurión del primer grupo de príncipes, Tito Pedanio, que, tras arrancar la insignia del signatario, subió al foso gritando:

Esta insignia y este centurión también estarán más allá de la muralla enemiga: que los sigan todos los que quieran evitar que el enemigo se la lleve.

El propio cónsul, al ver que sus soldados superaban las fortificaciones enemigas, cambió de opinión e instó a sus soldados a salvar a la cohorte aliada y a la legión. La batalla se encendió de nuevo y la furia de los romanos condujo a una inesperada victoria. La masacre que siguió vio más de 6000 cartagineses muertos, así como 7000 hechos prisioneros, junto con los Campani que habían venido a cosechar trigo; también se llevaron los carros y caballos que se habían preparado, además del botín que Annon había hecho durante su saqueo.

## Conclusiones
Destruidos los campamentos enemigos, el ejército romano regresó a Benevento, donde el botín fue vendido en subasta y luego dividido entre los soldados de ambos ejércitos consulares. Luego recibieron las donaciones de los militares, tanto del praefectus sociorum, Vibio Acceo, como del centurión Tito Pedanio. Annone en cambio, una vez que oyó de la derrota de su ejército, prefirió volver a Bruto, "más como uno que huye que como uno que marcha"[20].